# خارطوم ۳
خارطوم ۳ یک منطقهٔ مسکونی در سودان است که در خارطوم واقع شده‌است.